# Пернатонога кукумявка
Пернатоногата кукумявка (Aegolius funereus) е птица от семейство Совови (Strigidae). Среща се и в България.

## Разпространение
Пернатоногата кукумявка е сибирско-канадски вид, който обитава бореалните гори на Северното полукълбо. В Европа освен в северната част се среща в Алпите, Карпатите, Пиренеите, Балканския полуостров, Кавказ и Мала Азия.
Разпространението на пернатоногата кукумявка в България е реликтно и почти непроучено – откъслечна информация за вида има в различни орнитофаунистични разработки за отделни райони на страната, главно за високите планини: Рила, Централна Стара планина, Родопите, Пирин, гара Яна (Елинпелинско). Въпреки че се намира в един от най-добре проучените във фаунистично отношение райони в България, за Витоша планина до началото на 1999 г. бе известно само едно публикувано съобщение за намирането на вида – отстреляна от ловци възрастна женска в района на с. Кладница.
В началото на XX в. видът се е срещал често в планините в България и особено в Родопите. От средата на 80-те пернатоногата кукумявка се счита за застрашен от изчезване вид, добавен в Червената книга на България. В днешно време се приема, че видът гнезди в повечето планини в България и най-вече в Рило-Родопския масив, Централна и Западна Стара планина.
Обитава иглолистни и смесени гори, като предпочита стари смърчови и бял борови гори между 1100 и 1950 м.н.в.

## Подвидове
- Aegolius funereus beickianus
- Aegolius funereus caucasicus
- Aegolius funereus funereus
- Aegolius funereus magnus
- Aegolius funereus pallens
- Aegolius funereus richardsoni
- Aegolius funereus sibiricus

## Природозащитен статус
В България пернатоногата кукумявка е защитена от Закона за биологичното разнообразие (2002) и е включена е в националната „Червена книга“ (1985) към категорията „рядък вид“. Видът попада под защитата и на международното законодателство – включен е в Приложение 2 на Конвенцията за опазване на дивата европейска флора и фауна и природните местообитания (Бернска конвенция) и в Приложение 2 на Конвенцията за международна търговия със застрашени видове от дивата флора и фауна (CITES); и двете посочени конвенции са ратифицирани от България в началото на 90-те години.

## Галерия
- Възрастна птица
- Възрастна птица – виждат се оперените крака и човешка ръка за мащаб
- В полет с плячка
- Гнездо с яйца в гнездилка
- Препарирано яйце
- Малки